# HOYA (歌手)
HOYA（ホヤ、호야、1991年3月28日 - ）は、韓国の歌手、俳優、モデルである。アイドルグループ・INFINITE、INFINITE Hの元メンバー。本名はイ・ホウォン（이호원、Lee Howon、李浩沅）。

## 略歴
- 1991年3月28日、釜山広域市で生まれた。昌原に移動して学生時代を昌原で過ごした。
- 2008年、第2期JYP公開オーディション本選に参加番号24番で参加した。
- 2009年、Mnet「スーパースターK」に参加して、3次予選まで合格したが、脱落した。以後ボイスパワー。
- 2009年7月、Woollimエンターテインメントのオーディションに合格し、2010年6月9日、INFINITEのメンバーとしてデビュー。
- 2017年8月30日、Woollimエンターテインメントとの契約解除し、INFINITEから脱退。
- 2017年9月26日、グロリアスエンターテイメントと専属契約を締結した。

## 人物
- テコンドー3段の選手だったが、大会での負傷の影響でテコンドーをやめた。
- INFINITEデビュー前はダンスチーム「BK（Black Korean）」、「2 o'clock」所属で活動した。

## 出演

### ドラマ
- 応答せよ1997（2012年、tvN） - カン・ジュニ 役[2]
- 応答せよ1994（2013年、tvN） - カン・ジュニ 役（カメオ出演）[3]
- 僕には愛しすぎる彼女（2014年） - カン・レホン 役[4]
- 仮面（2016年） - ピョン・ジヒョク 役[5]
- 超人ファミリー（2017年） - イ・グィナム 役[6]
- 自己発光オフィス（2017年） - チャン・ガンホ 役[7][8]
- トゥー・カップス〜ただいま恋が憑依中!?〜（2017年、MBC） - トッコ・ソンヒョク 役[9]
- 魔性の喜び（2018年、MBN） - ソン・ギジュン 役[10]
- ラブ・ラップバトル（2019年）- ヨンベク役[11]

### 映画
- ヒヤリ（2016年） - イ・ジンホ役[12]

### ミュージカル
- 砂時計（2017年） - ペク・ジェヒ役[13]
- スウェーグエージ：叫べ、朝鮮！（2021年）- ペク・ジェヒ 役[14]

### バラエティ
- イシュー＆ピープル（2012年、YTN）[15]
- イシュー＆ピープル（2013年、YTN）[16]
- 国民トークショー アンニョンハセヨ（2013年、KBS2）[17]
- スターキング（2013年、SBS）[18]
- ハッピーサンデー－マンマミーア（2013年、KBS2）[19]
- スター、旅行にハマる（2013年、KBS2）[20]
- ホドンの芸・体・能～めざせ！ご当地スポーツ王～芸体能（2013年、KBS2）[21]
- ニュー！日曜日は楽しい－ランニングマン（2014年、SBS）[22]
- 笑いを探す人（2014年、SBS）[23]
- 世界を変えるクイズ～セバキ（2014年、MBC）[24]
- 4つのショー（2015年、Mnet）[25]
- HIT THE STAGE（2016年、Mnet）[26]
- 芸能街中継（2017年、KBS2）[27]
- ラジオスター（2017年、MBC）[28]
- DANCING HIGH（2018年、KBS2）[29]
- 不朽の名曲（2018年、KBS2）[30]

### MC
- 週刊アイドル（2012年、MBC Every1）[31]
- M COUNTDOWN（2012年、Mnet）[32]

## 広報大使
- 2011年- 2011〜2014制服エリート広告モデル
- 2012年 - 2012衣類ブランドEDIQ広告モデル
- 2012年- 2012 ユニセフ We are Strong広報大使
- 2012年- 2012キャリアSKT」している」広告モデル
- 2012年- 2012釜山ロッテホテル広報モデル
- 2012年- 2012三星ギャラクシープレーヤー 5.8広告モデル
- 2013年- 2013三星ギャラクシーノート3、ギャラクシーギアブランドソング
- 2013年- 2013〜2015ロッテペプシ広告モデル
- 2013年 - 2013ロッテナツルポップ広告モデル
- 2015年 - 2015 KBEE韓流商品博覧会の広報大使
- 2015年 - 2015文字列ソンシンフェアの広報大使
- 2016年 - 2016〜弘大アマンチホテル広報モデル

## 雑誌
- 「HIGH CUT」2012年10月号[33]
- 「10＋Star」2012年10月号[34]
- 「＠star1」2013年2月号[35]
- 「DAZED ＆ CONFUSED」2015年3月号[36]
- 「bnt」2015年4月号[37]

## 賞とノミネート

### 受賞
- 2016年「黄金撮影賞 新人男優賞」[38]

### ノミネート
- 2017年「MBC演技大賞 新人俳優賞」